# Kubangan Pandan Sari
Kubangan Pandan Sari is een bestuurslaag in het regentschap Mandailing Natal van de provincie Noord-Sumatra, Indonesië. Kubangan Pandan Sari telt 359 inwoners (volkstelling 2010).